# ظل مرافق

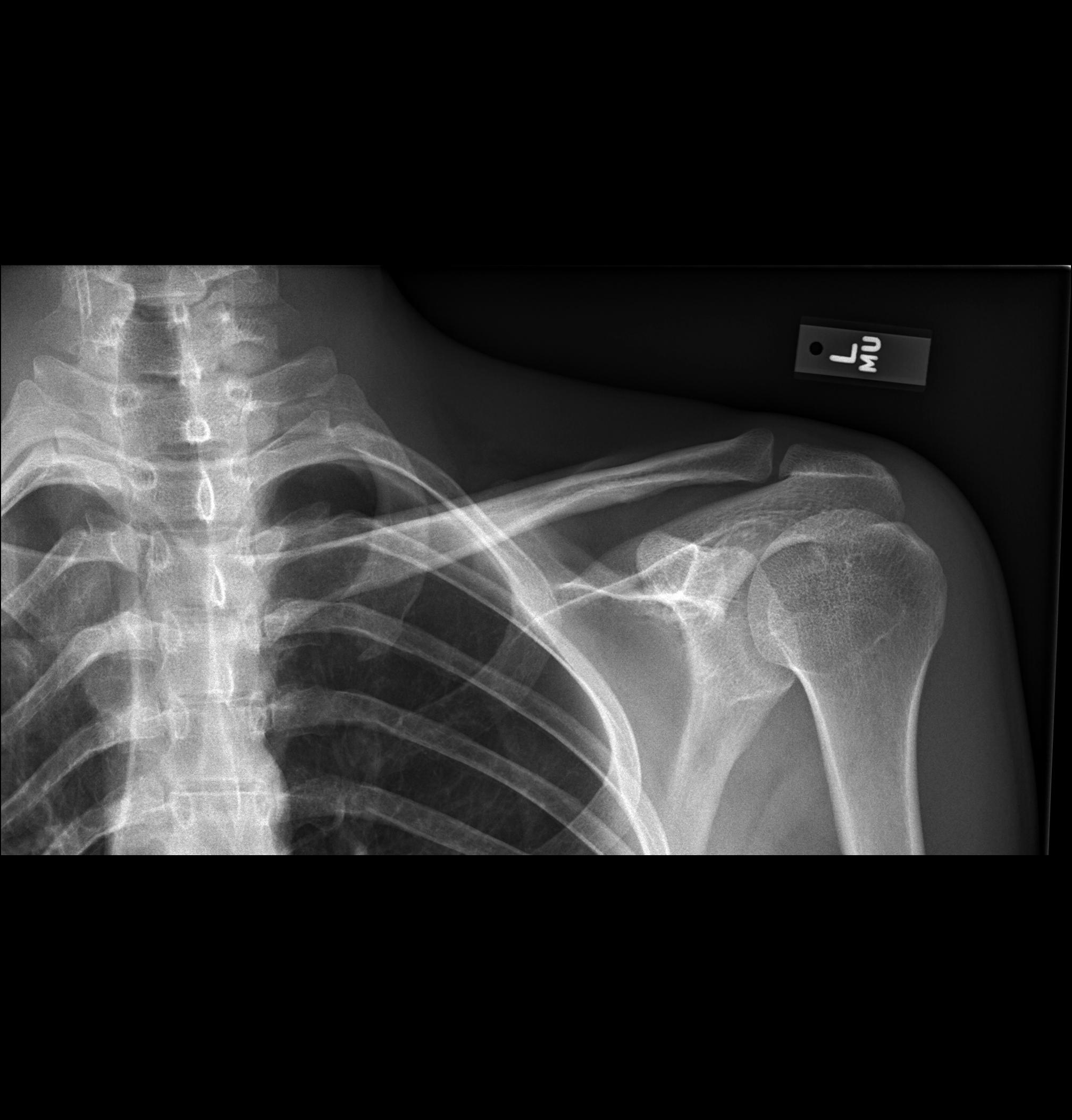

الظل المرافق (Companion shadow) هو مصطلح يستخدم في وصف صور الأشعة الذي يدل على ظهور كثافة إشعاعية ملساء ومتجانسة مع هامش محدد تحديدًا جيدًا يسير بالتوازي مع العلامة العظمية. يمثل الظل المرافق النسيج اللين الذي يوضع فوق العلامة العظمية المعنية في البروفيل. ولا يمكن رؤية جميع الظلال المرافقة لكل تصوير إشعاعي ومن الممكن أن يساء تفسيرها على أنها علم الأمراض.

## أنواع الظل المرافق
- الظل المرافق للترقوة عبارة عن شريط رقيق ذي أنسجة لينة على طول الحافة العليا من الترقوة[1]
- الظلال المرافقة للضلع تسير بالتوازي مع الضلوع والقياس من 1-5 مم في الإسقاط الهندسي القطري المجاور للهوامش السفلية والسفلية الجانبية للضلعين الأول والثاني والأجزاء الإبطية للأضلاع السفلية. تحدث الظلال المرافقة للضلع الأول والثاني في 35% و31% من السكان على التوالي. وتمثل الظلال المرافقة للضلع الدهن والعضلة والحيز الوربي. وقد تحاكي الظلال المرافقة للأضلاع الجنبي والمرض التنفسي.[2]
- يقع الظل الكتفي المرافق فوق عظم الكتف، مع سطح أملس، وهامش محدد تحديدًا جيدًا يسير بالتوازي مع الحدود الوسطى للكتف. وينتج الظل المرافق من موقف التصوير الإشعاعي غير العادي لـعظم الكتف، التي تتسبب في إضعاف الأنسجة اللينة التي تحدث على طول حدودها الوسطى. قد يكون جنوح عظم الكتف مسؤولاً عن الظل. وقد يتم تشخيص الظلال المرافقة لعظم الكتف خطأً على أنها اضطراب الأنسجة اللينة أو الأذى الجنبي.[3]